# Ottinger Ferenc
Báró Ottinger Ferenc (Sopron, 1793. szeptember 28. – Bécs, 1869. április 8.) császári és királyi altábornagy, lovassági tábornok, az 1848-49 évi szabadságharc ellen fellépő császári alakulatok egyik vezénylő tábornoka.

## Életpályája
A római katolikus polgári származású Ottinger család sarja. Édesapja, Ottinger József sörfőzőmester, 1764. február 29-étől a  Preysing generális féle soproni házát, és a hozzátartozó "Erzsébet-kertjét" és malmát bérelte; később, Ottinger József  1793. augusztus 22-én tett polgáresküt Sopronban, majd 1805-től külső tanácstag volt. Ottinger Ferenc édesanyja Has Franciska volt. Ottinger Ferenc 1814-ben és 1815-ben mint a császári hadsereg 5. huszárezredének hadnagya részt vett a napóleoni háború itáliai hadjárataiban. 1839-től 1846-ig az 1. sz. Császár-huszárezred parancsnoka. 1848-ban, a forradalom kitörésekor vezérőrnagyi rangban dandárparancsnok volt Budán.
A gróf Batthyány miniszterelnök kormányának megalakulásakor felajánlották neki a hadügyminiszteri posztot, de nem fogadta el. A végül hadügyminiszterré kinevezett Mészáros Lázár hivatalba lépéséig Ottinger volt a hadügyminiszteri tanács elnöke. 1848 májusában a magyar kormány a Jellasics ellen felállított drávai magyar hadsereg parancsnokává  nevezte ki. Jellasics a határ átlépte után szinte azonnal kiáltványt tett közzé, melyben egyértelművé tette, hogy a Habsburg uralkodóház nevében jött, célja minden forradalmi lázadás és pártütés leverése.
Jellasics fellépése a magyar csapatok vezéreit emiatt igen kényes helyzetbe hozta: mint a magyar királyi hadsereg tisztjeinek joguk és kötelességük lett volna felvenni a harcot, ezt tulajdonképpen a császári csapatok ellen kellett volna megvívni, de mindegyiküket kötötte az Ausztria császárnak, a Kaisernek letett katonai eskü, melyet semmilyen körülmények között sem szeghettek meg. Különféle megoldásokat választottak. A magyar származású, de császári érzelmű Ottinger Ferenc vezérőrnagy visszavonulót fújt, majd átállt Jellasics táborába.
Ezután – a császáriak oldalán – a szabadságharc ellen vívott számos csatában részt vett. 1848. december 28-án a bábolnai ütközetben győzött a feldunai hadsereg Görgey Kornél által vezetett utóvédje ellen. A móri csatát (1848. december 30.) az ő egységének rohama döntötte el a császáriak javára. 1849. január 22-én Szolnoknál csatát vesztett Perczel Mór ellen. A kátyi ütközetben (1849. június 7.) merész támadásával megsemmisítette a 8. honvédzászlóaljat. 1849. július 29-én megkapta a Katonai Mária Terézia-rend lovagkeresztjét és a vele járó nemességet; ezt követően 1851. február 27-én az osztrák bárói címet, amely örökölhető volt.
A háború után altábornagyi rangban hadosztályparancsnok volt. 1866-ban vonult nyugalomba mint lovassági tábornok.